# Społeczność Chrześcijańska w Grudziądzu
Społeczność Chrześcijańska w Grudziądzu – zbór Kościoła Chrystusowego w RP w Grudziądzu.
Pastorem zboru jest Andrzej Hara. Nabożeństwa odbywają się przy ul. Północnej 38 w niedziele o godz. 10.30.